# Hugo Braesicke
Hugo Eugen Alexander Braesicke (* 1. Februar 1843 in Gut Heinrichsfelde, Kreis Niederung (Ostpreußen); † 6. Oktober 1898 in Bad Nauheim) war ein deutscher Kommunalpolitiker, Mitglied des Preußischen Herrenhauses und Oberbürgermeister von Bromberg.

## Leben
Während seines Jura-Studiums in Königsberg (Preußen) wurde er zusammen mit seinem Bruder Rudolf 1862 Mitglied der Burschenschaft Germania. 1866 nahm er als Leutnant an den Schlachten bei Trautenau und Königgrätz teil. Während des Deutsch-Französischen Krieges wurde er als Hauptmann mit dem Eisernen Kreuz ausgezeichnet. 
Ab 1873 hatte er verschiedene Funktionen in der höheren Eisenbahnverwaltung inne, 1888 wurde er mit dem Roten Adlerorden 4. Klasse ausgezeichnet. 
Ab 1890 war er zunächst Magistratsdirektor und Erster Bürgermeister, ab 1891 Oberbürgermeister von Bromberg. In seine Amtszeit fielen unter anderem die Einrichtung des städtischen Theaters und die Einführung der elektrischen Beleuchtung. 1892 wurde er als Vertreter der Stadt Bromberg Mitglied des Preußischen Herrenhauses. 
Während eines Kuraufenthalts starb er 1898 in Bad Nauheim.